# NGC 219
NGC 219 ist eine kompakte, elliptische Galaxie vom Hubble-Typ cE2 im Sternbild Walfisch südlich des Himmelsäquators. Sie ist schätzungsweise 248 Millionen Lichtjahre von der Milchstraße entfernt und hat einen Durchmesser von etwa 35.000 Lichtjahren.

Im selben Himmelsareal befinden sich u. a. die Galaxien NGC 196, NGC 197, NGC 201, NGC 223.
Das Objekt wurde am 16. September 1863 von dem amerikanischen Astronomen George Phillips Bond entdeckt.